# Jamestown (Tennessee)
Pour les articles homonymes, voir Jamestown.
La ville américaine de Jamestown est le siège du comté de Fentress, dans l’État du Tennessee. Lors du recensement de 2010, sa population s’élevait à 1 959 habitants.

## Source
- (en) Cet article est partiellement ou en totalité issu de l’article de Wikipédia en anglais intitulé « Jamestown, Tennessee » (voir la liste des auteurs).